# Esclavitud en el Imperio bizantino
La esclavitud era común en al inicio del Imperio Romano y en la Grecia clásica. Era legal en el Imperio bizantino, pero fue sufriendo cambios significativos a partir del siglo IV, cuando la esclavitud pasó a desempeñar un papel cada vez menor en la economía. Las leyes, poco a poco, fueron disminuyendo el poder de los propietarios sobre sus esclavos y mejoraron los derechos de estos mismos al restringir la capacidad de un amo para abusar, prostituir, exponer y asesinar a los esclavos. La esclavitud se volvió poco común después de la primera mitad del siglo VII. A partir del siglo XI, la esclavitud fue reemplazada en gran medida por las relaciones y contratos sociales propios del feudalismo. Bajo la influencia del cristianismo, las visiones sobre la esclavitud cambiaron: en el siglo X, los esclavos eran vistos como ciudadanos potenciales, en lugar de una propiedad o bien personal. La esclavitud también era considerada como «un mal contrario a la naturaleza y creado por el egoísmo del hombre», aunque hasta ese momento seguía siendo legal.

## Origen de los esclavos
Gran parte de los esclavos eran prisioneros de guerra, de los cuales se podían obtener grandes beneficios. En la Synopsis Historiarum se menciona que después de la Batalla de Andrassos muchos prisioneros de guerra fueron enviados a Constantinopla y que eran tan numerosos que llenaban todas las mansiones y regiones rurales. La mayoría de los sirvientes domésticos en las grandes casas bizantinas eran esclavos y eran muy numerosos. Danielis de Patras, una viuda rica del siglo IX, regaló 3 000 esclavos al emperador Basilio I. Se decía que el eunuco Basilio Lecapeno, Paracemomeno durante el reinado de Basilio II, era dueño de 3 000 esclavos y sirvientes. Algunos esclavos trabajaban en las propiedades de sus amos, actividad que declinaría con el paso del tiempo.
Un historiador árabe medieval estima que 200 000 mujeres y niños fueron tomados como esclavos luego de la reconquista bizantina de Creta. Sin embargo, algunas personas que vivían en el Imperio bizantino se veían obligados a vender a sus propios hijos para pagar sus deudas, algo que las leyes bizantinas intentaron evitar sin éxito. Después del siglo X, la mayoría de esclavos eran de origen eslavo o búlgaro, que resultó de campañas en los Balcanes y tierras al norte del Mar Negro. En la costa oriental del Adriático, muchos esclavos eslavos fueron exportados a otras partes de Europa (a través del comercio de esclavos de los Balcanes). Los esclavos eran uno de los principales artículos que los comerciantes rusos (a menudo varegos) comercializaban al visitar Constantinopla a través del comercio de esclavos del Mar Negro. La palabra en griego antiguo δοῦλος (doulos) obtuvo un sinónimo: σκλάβος (sklavos), quizás una palabra derivada de la misma raíz que «eslavo».

## Vida social
La esclavitud era principalmente un fenómeno urbano y la mayoría de los esclavos trabajaban en hogares. La Ley agraria de los siglos VII-VIII y el Libro del Prefecto del siglo X mencionan la esclavitud. Los esclavos no tenían permitido casarse hasta 1095, cuando el emperador Alejo I Comneno lo legalizaría. Sin embargo, no obtenían la libertad al contraer matrimonio. Los hijos de los esclavos seguían siendo esclavos incluso si su padre era un hombre libre. Muchos esclavos también acababan por servir en el ejército.
El estatus socioeconómico de los esclavos no coincidía, necesariamente, con su estatus legal. Por ejemplo, los esclavos de los ricos tenían una calidad de vida mayor que las personas que eran libres pero pobres. Además, el sistema legal favorecía a los patrones que colocaban a sus esclavos en determinadas posiciones económicas, como capataces de talleres. Por ejemplo, un orfebre acusado de tráfico ilícito de oro, si era esclavo, solo era confiscado. Pero si era un hombre libre, sería azotado y pagaría una pena muy alta, superior al valor de un esclavo. Así, los amos designaban a los esclavos como capataces de talleres, donde tenían autoridad sobre los trabajadores que eran hombres libres (misthioi, μίσθιοι).

## Eunucos
La castración estaba prohibida, pero la ley pocas veces se aplicaba y los niños solían ser castrados antes o después de la pubertad. Los eunucos (niños y hombres castrados) eran comercializados como esclavos, tanto importados como exportados desde el imperio. La académica Kathryn Ringrose escribió que «representaban una identidad de género distinta, definida por la vestimenta, el comportamiento sexual asumido, el trabajo, la apariencia física, la calidad de la voz y, para algunos eunucos, el afecto personal».
Los sirvientes eunucos llegaron a ser muy populares. Las familias bizantinas más adineradas pagaban precios elevados por este tipo de esclavos, a quienes a veces aceptaban como parte de la familia. Los eunucos desempeñaban un papel importante en el palacio y la corte bizantina, donde podían acceder a cargos de alto rango.

## Precios
Los mercados de esclavos estaban presentes en muchas ciudades y pueblos grandes del Imperio bizantino. El mercado de esclavos de Constantinopla se encontraba en el llamado «valle de las Lamentaciones». En ciertas épocas el precio de un niño de 10 años era de 10 nomismas, y uno castrado de la misma edad valía 30. Un hombre adulto valía 20 y un eunuco adulto alrededor de 50 nomismas.

## Transición de la esclavitud a la libertad
Sin embargo, es probable que el trabajo en las ciudades era regulado por un sistema similar al introducido por Diocleciano, en el cual el trabajador estaba obligado a ejercer una profesión hereditaria, pero recibía un salario y era autosustentable. Éste es el sistema indicado en el Libro del Prefecto del siglo X. La Ley agraria de los siglos VII y VIII muestra al «colono» libre trabajando en su pueblo y al esclavo trabajando en la propiedad del gran terrateniente, pero ambas clases tendían a caer en la condición de siervos atados a la tierra. Así, el Imperio bizantino marca un importante período de transición de la esclavitud al trabajo libre.
El emperador Justiniano I (r. 527–565) haría una rigurosa e importante revisión y modificación del derecho romano, conocido como el Código de Justiniano, incluida la ley sobre la esclavitud. Se reconocía que la esclavitud era un estado antinatural de la existencia humana, derivado de la situación económica de cada persona, y no algo propio del derecho natural. La ley justiniana mantuvo el principio de que el esclavo era propiedad de su dueño, pero negaba que el esclavo careciera de personalidad y deseos propios. Eliminó algunas de las leyes más severas que perjudicaban a los esclavos. Por ejemplo, les dio a los esclavos el derecho y potestad de pedir su libertad de forma directa y declaró que cuando un amo mata a su esclavo, este acto se considera un asesinato.

## Esclavos famosos
- Samonas (eunuco y funcionario).
- Tzacas (soldado, jefe militar de los turcos selyúcidas).